# Heiki Nabi
Heiki Nabi, född den 6 juni 1985 i Kärdla, Estland, är en estländsk brottare som tog OS-silver i supertungviktsbrottning vid de grekisk-romerska OS-brottningstävlingarna 2012 i London. 